# NGC 2149
NGC 2149 je odrazna maglica u zviježđu Jednorogu. 

## Vanjske poveznice
- SEDS: NGC 2149